# Norbert Gürke
Norbert Gürke (* 14. März 1904 in Graz, Österreich-Ungarn; † 29. Juni 1941 in Wien) war ein Völkerrechtler, der in der NS-Zeit an den Universitäten München und Wien lehrte und SS-Sturmbannführer war.

## Leben
Gürke wurde in Graz als Sohn eines Ingenieurs geboren.
1921 wurde er in Wien Mitglied des Österreichischen Wandervogels. Nachdem er ab 1924 der „Deutschen Hochschulgilde Akademische Freischar“ in der Deutsch-Akademischen Gildenschaft (DAG) angehört hatte, gehörte er 1926 zu den Gründern der „Gilde Greif zu Wien“ in der DAG. 1929 trat er in die Deutsche Freischar ein, in der Gauführer des Gaues Österreich wurde.

### Ausbildung
Nach der Matura in Wien-Wieden 1922 studierte er bis 1924 Mathematik und Physik an der Technischen Universität Wien und ließ sich anschließend zum akademischen Turn- und Sportlehrer ausbilden. 1926 bis 1927 studierte er Staatswissenschaften an den Universitäten Wien und Innsbruck. Ab 1927 folgte ein Studium der Rechtswissenschaften an der Universität Zürich, wo er 1929, 1930 oder am 10. Februar 1932 bei Fritz Fleiner promovierte.

### Beruflicher Werdegang
Anschließend arbeitete er bei Karl Gottfried Hugelmann in Wien über Nationalitätenrecht des alten Österreich.
Nachdem Gürke zum 1. Oktober 1930 der NSDAP beigetreten war (Mitgliedsnummer 301.104), wirkte er dort von Oktober 1931 und Mai 1932 als Sachbearbeiter für Staatsrecht und Staatsverfassung und seit Dezember 1932 oder 1933 als Leiter der Abteilung Rechtspolitik der Ostland Wien, NSDAP-Landesleitung für Österreich. Außerdem war er 1931 Gründungsmitglied der „Südostdeutschen Forschungsgemeinschaft“ und zu dieser Zeit Mitglied des sogenannten Spannkreises.
Im Juli 1933 ging Gürke, der dann am 3. Februar 1934 aus Österreich ausgebürgert wurde, nach München und wurde ab 1. Oktober 1933 am Institut für Politik und öffentliches Recht der Universität München Assistent von Otto Koellreutter, dessen Tochter Inge er im September 1934 heiratete. und bei dem er im November 1935 habilitierte. 1935 wurde Gürke Privatdozent in Breslau, 1937 an der Universität München zum außerordentlichen Professor ernannt. Am 11. August 1938 trat er der SS als Sturmbannführer bei (SS-Nummer 310.177). Mit dem Wintersemester 1939 wechselte er als ordentlicher Professor für Völkerrecht, Staatsrecht, Staats- und Volkstheorie an die Universität Wien, auf den Lehrstuhl von Ludwig Adamovich senior.
Bereits am 4. Dezember 1939 meldete er sich freiwillig zum Kriegsdienst, den er im April 1940 antrat. Gürke starb 1941 an den Folgen einer im Juni 1940 in der Marneschlacht erlittenen Verwundung in einem Lazarett in Wien an Blutvergiftung.

## Lehren
Ganz im Sinne der Ideologie des Nationalsozialismus lehrte Gürke, das Völkerrecht sei als politisches Recht von der „völkischen Gemeinschaft“ her zu denken. Das Volk wird nach seinem Verständnis als „lebendige Einheit“ verstanden.
Gürke erklärte, dass alle völkerrechtlichen Begriffe „innenpolitisch bedingt“ seien.
Er vertrat im Völkerrecht antisemitische Positionen. Eines der Pamphlete, die er herausbrachte, trug den Titel Der Einfluß jüdischer Theoretiker auf die deutsche Völkerrechtslehre (erschienen in Heft 6 der Reihe Das Judentum in der Rechtswissenschaft).
Nach Kriegsende wurden Gürkes Schriften Der Nationalsozialismus, das Grenz- und Auslanddeutschtum und das Nationalitätenrecht (Braumüller, Wien 1932), Volk und Völkerrecht (Mohr, Tübingen 1935), Der Einfluß jüdischer Theoretiker auf die deutsche Völkerrechtslehre (Dt. Rechts-Verl., Berlin 1938) und Grundzüge des Völkerrechts (Spaeth & Linde, Berlin 1942) in der Sowjetischen Besatzungszone auf die Liste der auszusondernden Literatur gesetzt.